# Harira
La harira (en arabe : حْرِيرَة, ḥrīra,  ⵜⴰⵀⵔⵉⵔⵜ en berbère, également appelée hrira en Algérie, bufertuna à Rabat) est une soupe traditionnelle du Maroc et de l'Algérie,,, d'origine andalouse,. Elle est constituée de tomates, de légumes, de viande et d'oignon.

## Étymologie
Le mot harir signifie « velouté » en arabe.

## Description

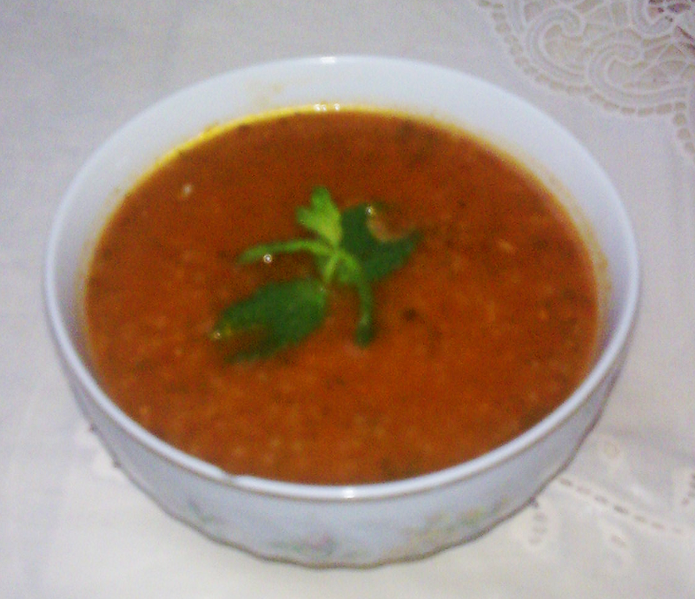
Hrira d'Algérie (au levain).

Au Maghreb, la harira est traditionnellement le plat de la rupture du jeûne pendant le mois de ramadan. Elle est servie accompagnée de dattes, d'œufs durs, de crêpes au miel, de pâtisseries, telles que chebakia, mkharqa, sfouf, sellou, tkawate, zammita… Elle peut aussi être accompagnée de tranches de citron.
En Algérie, la hrira est une soupe au levain. Il existe une variante appelée hrira b'zaâtar (au thym sauvage).
Les Juifs séfarades du Maroc la consomment également après le jeûne de Yom Kippour.
Elle est cependant consommée tout au long de l'année, particulièrement pendant l'hiver.